# Tập đoàn xe tải hạng nặng quốc gia Trung Quốc
China National Heavy Duty Truck Group Co., Ltd., CNHTC hay Sinotruk Group (tiếng Việt: Tập đoàn xe tải hạng nặng quốc gia Trung Quốc) là nhà sản xuất xe tải thuộc sở hữu của nhà nước Trung Quốc có trụ sở chính tại Tế Nam, tỉnh Sơn Đông. Nó hiện là nhà sản xuất xe tải lớn thứ ba ở Trung Quốc, nổi tiếng với việc phát triển và sản xuất dòng xe tải hạng nặng đầu tiên của Trung Quốc - "Huanghe" (黄河, lit. Hoàng Hà) JN150.

## Lịch sử
CNHTC được thành lập vào năm 1935 bởi Chính phủ Quốc dân đảng của thời Trung Hoa Dân Quốc, trên cơ sở Công trình ô tô Tế Nam. Công ty bắt đầu phát triển xe tải hạng nặng vào năm 1956, với chiếc xe tải đầu tiên được mô phỏng theo Skoda 706RT.
Năm 1984, Jinan Automobile Works bắt đầu sản xuất Steyr 91 với công nghệ nhập khẩu từ Steyr-Daimler-Puch. Kể từ khi cải cách và tái cơ cấu vào năm 2001, công ty đã thoát khỏi tình trạng thua lỗ của những năm trước đó.
Hầu hết tài sản của tập đoàn hiện đã niêm yết trên Sở Giao dịch Chứng khoán Hồng Kông vào năm 2007, với tư cách là công ty Sinotruk được thành lập tại Hồng Kông. Một công ty con khác (công ty con của Sinotruk (Hồng Kông), Sinotruk Jinan Truck (SZSE: 000951), đã được niêm yết trên Sở Giao dịch Chứng khoán Thâm Quyến.
Sinotruk bán xe tải ở nhiều nước Nam Mỹ khác nhau. Họ đến Brazil để gặp gỡ một nhóm doanh nhân có kinh nghiệm trong ngành vận tải. Tính đến nay, Sinotruk đã bán được 2.000 xe. Sinotruk bắt đầu xây dựng nhà máy đầu tiên của họ bên ngoài Trung Quốc vào năm 2013 với vốn đầu tư ban đầu hơn 300 triệu đô la. Vị trí của tập đoàn sẽ ở Lages, Brazil.
Sinotruk cũng sản xuất xe tải ở Pakistan thông qua liên doanh với Dysin Automobiles.
Họ cũng hoạt động ở Philippines kể từ năm 2011 thông qua đại lý xe tải hạng nhẹ và xe tải hạng nặng.
Vào tháng 10 năm 2019, Shandong Heavy Industry trở thành cổ đông kiểm soát của tập đoàn, mua lại 45% cổ phần.

## Hình ảnh

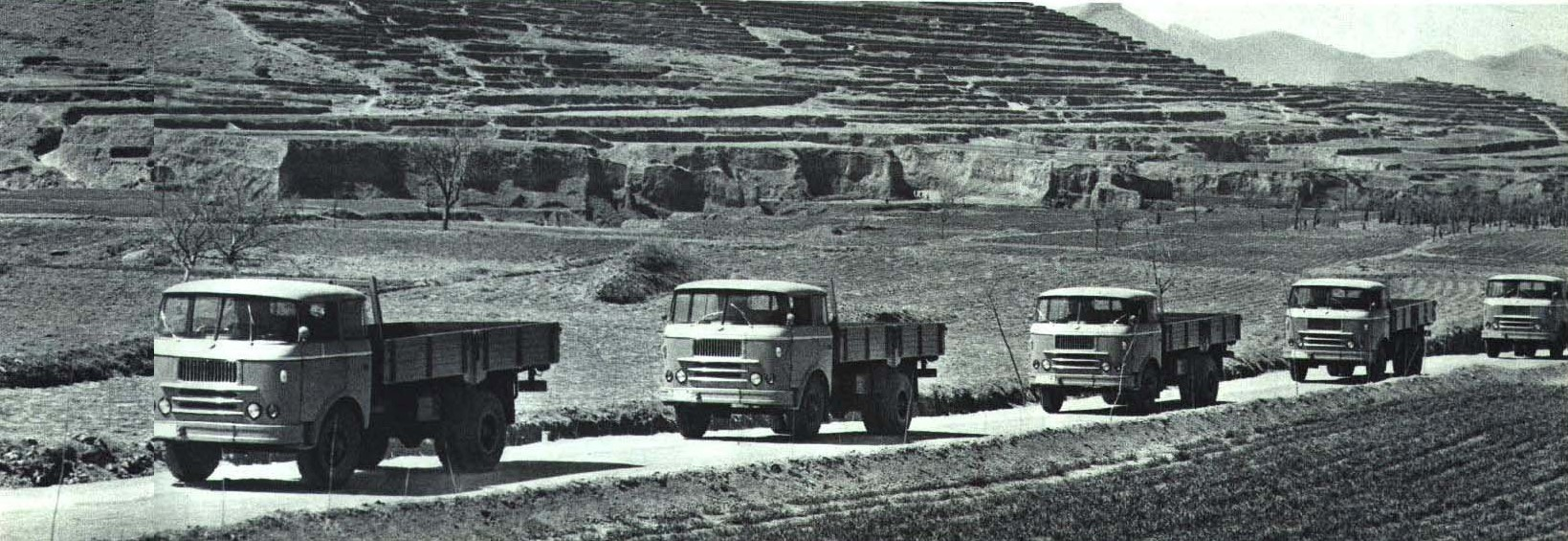
Huanghe JN150, một trong những thế hệ xe tải đầu tiên của tập đoàn.

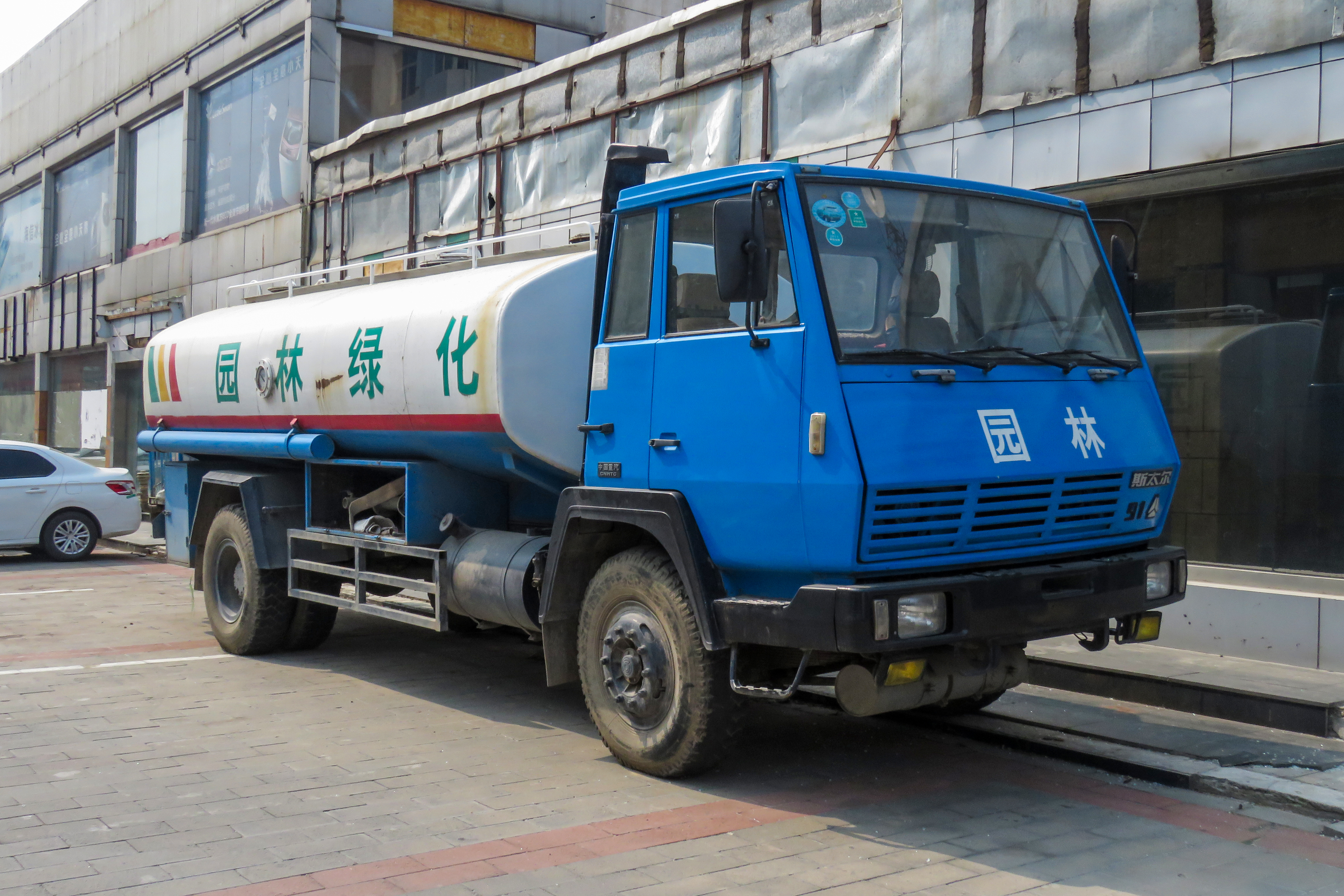
Một chiếc Steyr 91 được sản xuất bởi CNHTC.

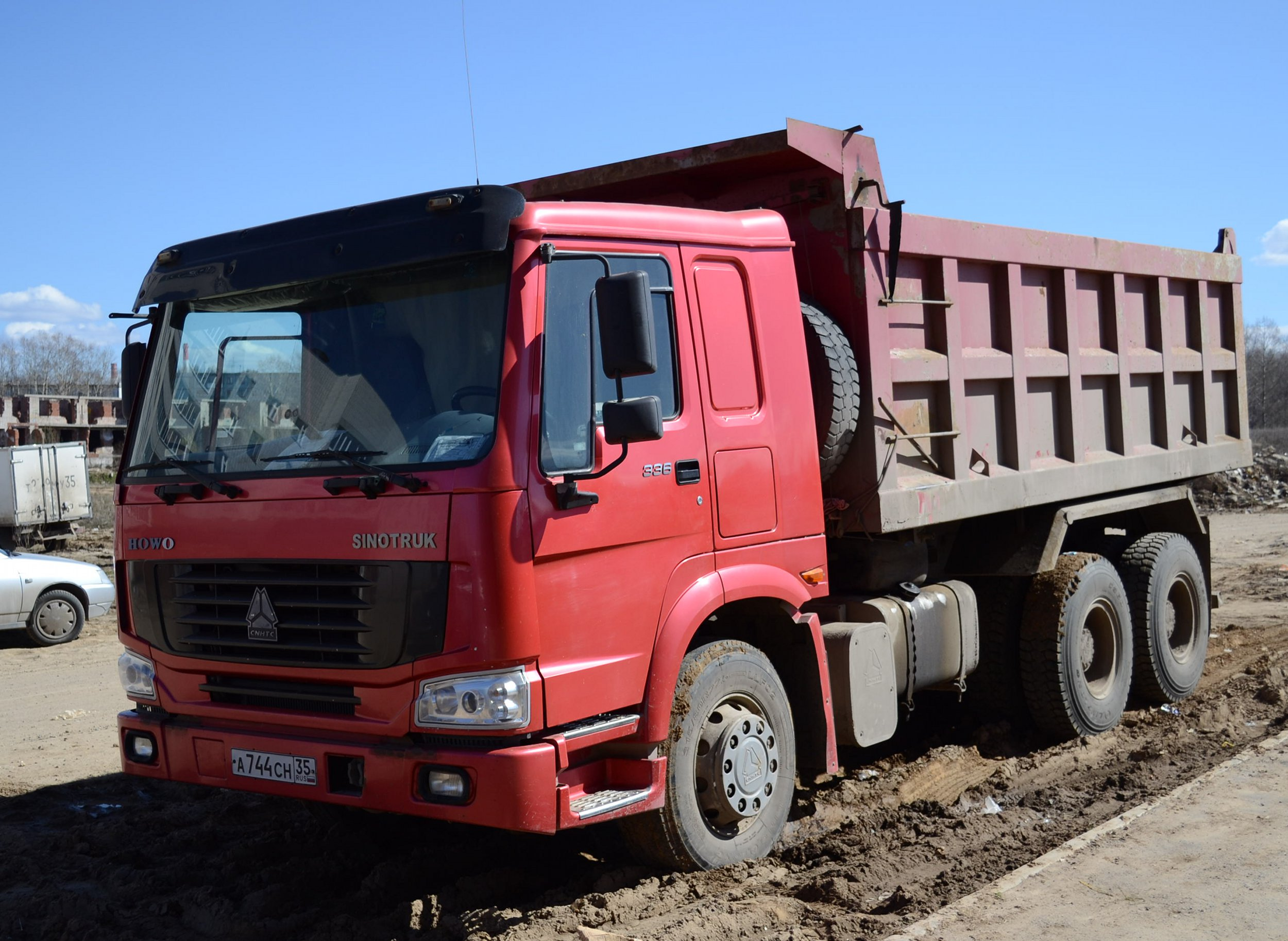
Một chiếc xe ben 6x6 của CNHTC đang được sử dụng tại Nga.

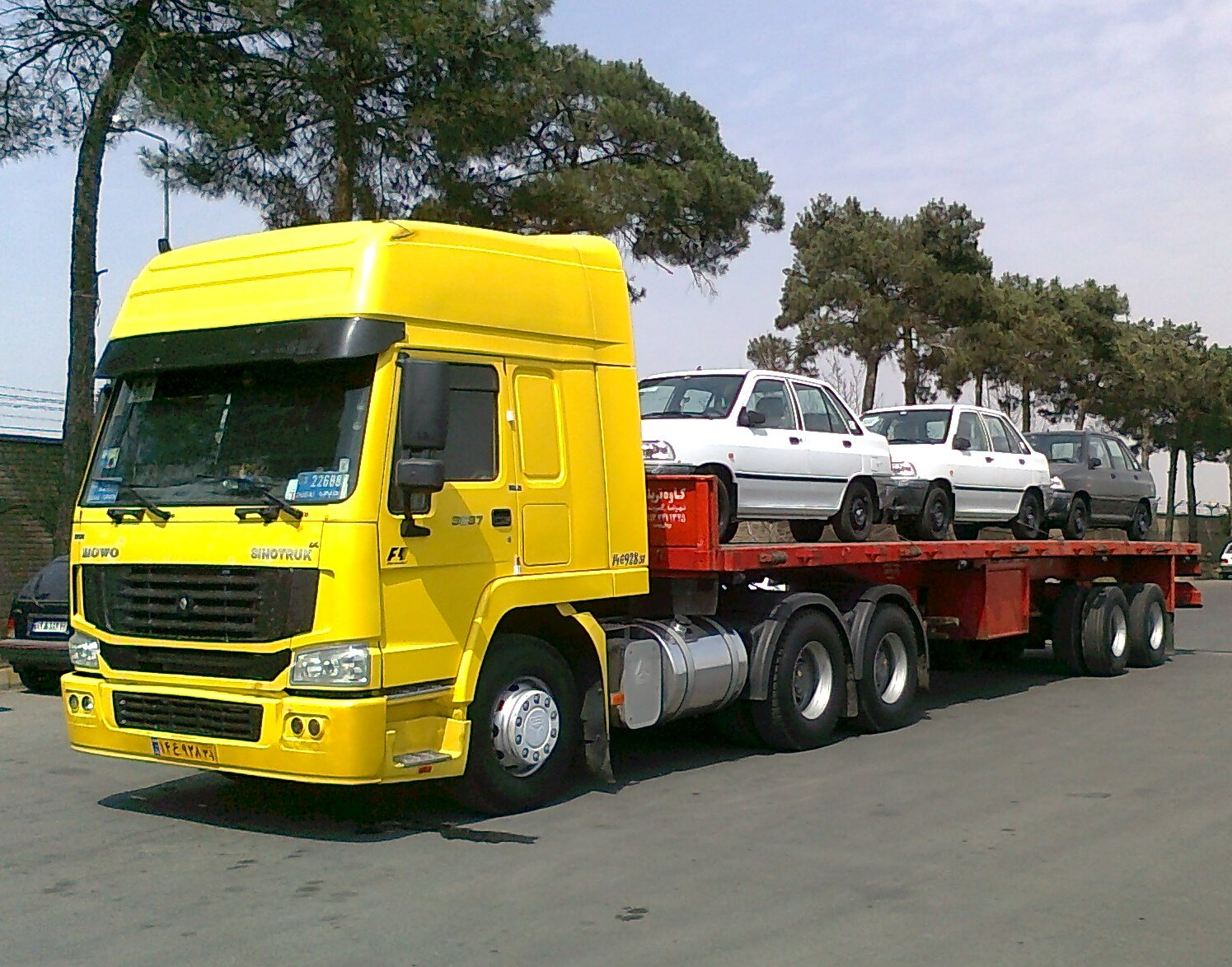
Một chiếc xe tải 10x10 của CNHTC đang được sử dụng tại Iran.

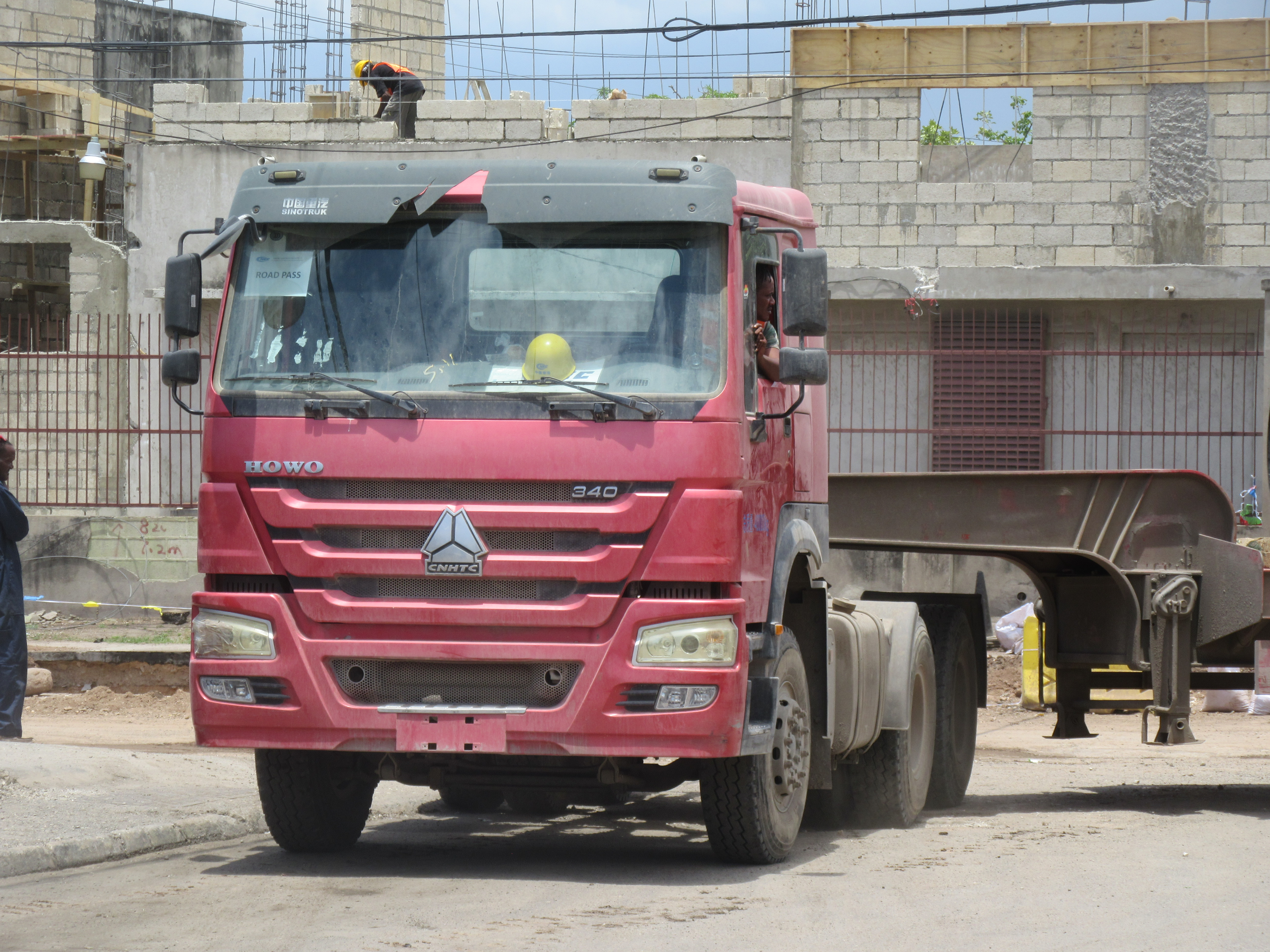
Một chiếc CNHTC được sử dụng ở Jamaica (Mô phỏng theo chiếc Mercedes Benz Actros)

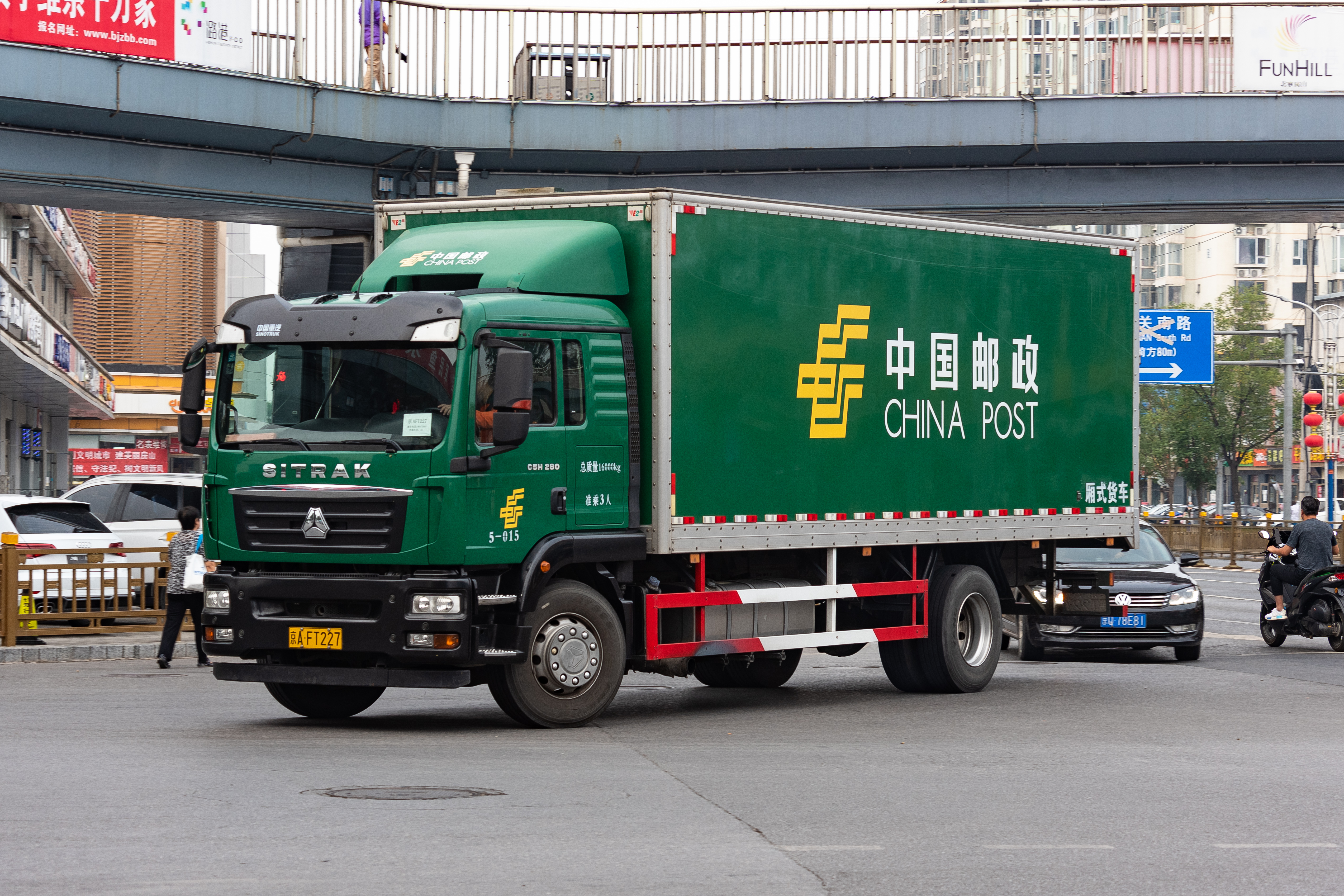
Một chiếc xe bưu chính, Sitrak C5H 280 đang được sử dụng tại Trung Quốc.